# Araotes lapithis
Araotes lapithis är en fjärilsart som beskrevs av Moore 1857. Araotes lapithis ingår i släktet Araotes och familjen juvelvingar. Inga underarter finns listade i Catalogue of Life.

## Bildgalleri

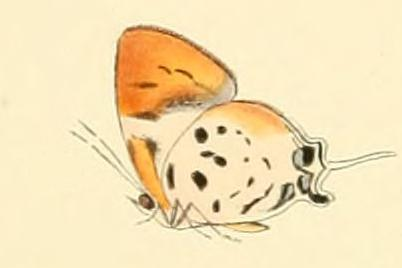
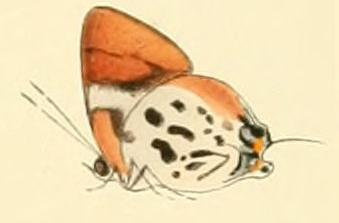
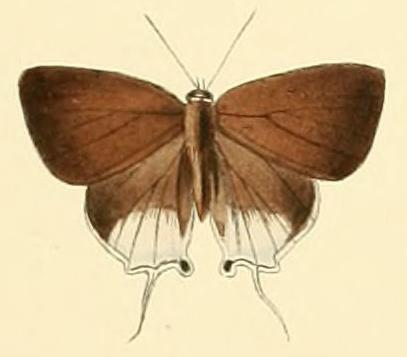
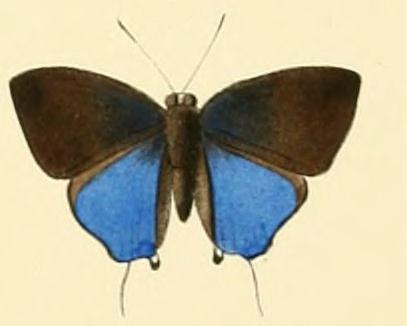
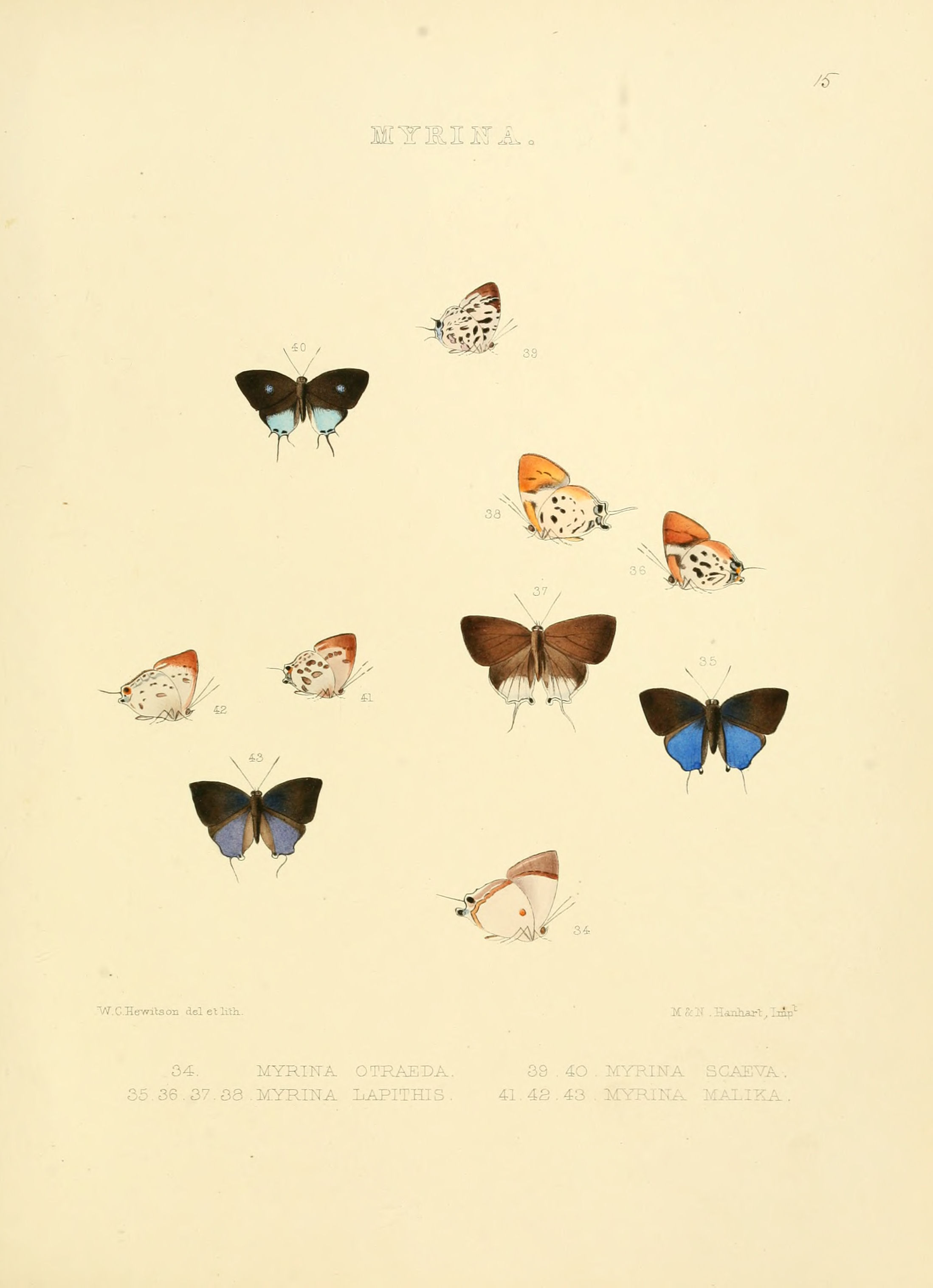